# Zeta (lettera greca)
Zeta (Ζ; ζ) è la sesta lettera dell'alfabeto greco. È una delle tre consonanti doppie insieme a Ξ e a Ψ, grafemi composti da due consonanti.

## Pronuncia
Nel greco antico la pronuncia era [zd] (come sd in sdentato), ma nel corso dei secoli si è prima mutata in /dz/ poi si è indebolita fino a diventare una fricativa alveolare sonora [z].

## Origine
La lettera deriva dalla fenicia zayin : il suo nome le deriva dall'analogia con le vicine eta e teta. Da essa deriva la Z dell'alfabeto latino, che, in italiano, ha sia la pronuncia sorda [ʦ] che sonora [ʣ].

## Gli usi
Nel sistema numerico dei Greci di età ellenistica, è il segno usato per il numero 7 (con apice in alto a destra), oppure 7000 con apice in basso a sinistra, e 70 000 con la dieresi (nei papiri si può trovare il numero anche con una lineetta orizzontale al di sopra della lettera).
Attualmente viene utilizzata in alcune discipline:
- in matematica, numerose funzioni vengono chiamate funzioni zeta con l'aggiunta di una qualche specificazione: la più famosa è la Funzione zeta di Riemann;
- in informatica, BeOS/Zeta è un sistema operativo;
- in immunologia, zeta è una catena peptidica transmembrana implicata nella trasduzione del segnale di attivazione dei linfociti T;
- in biologia, zeta è una catena peptidica che costituisce parte dell'emoglobina nelle prime settimane di vita dell'embrione;
- nella teoria dei controlli, nell'ambito dello studio delle funzioni di trasferimento, zeta indica lo smorzamento dei poli complessi e coniugati.